# Gideon Mensah (calciatore 2000)
Gideon Mensah (9 ottobre 2000) è un calciatore ghanese, difensore del Varberg.

## Caratteristiche tecniche
È un difensore centrale.

## Carriera
Cresciuto nel settore giovanile del Right to Dream Academy, nel 2019 approda in Europa firmando con il Nordsjælland; nel 2020 viene ceduto al Varberg dove debutta in prima squadra il 13 agosto 2020 in occasione dell'incontro di Allsvenskan perso 3-1 contro l'Häcken.

## Statistiche

### Presenze e reti nei club
Statistiche aggiornate al 29 agosto 2021.
| Stagione        | Squadra         | Campionato      | Campionato | Campionato | Coppe nazionali | Coppe nazionali | Coppe nazionali | Coppe continentali | Coppe continentali | Coppe continentali | Altre coppe | Altre coppe | Altre coppe | Totale | Totale |
| Stagione        | Squadra         | Comp            | Pres       | Reti       | Comp            | Pres            | Reti            | Comp               | Pres               | Reti               | Comp        | Pres        | Reti        | Pres   | Reti   |
| --------------- | --------------- | --------------- | ---------- | ---------- | --------------- | --------------- | --------------- | ------------------ | ------------------ | ------------------ | ----------- | ----------- | ----------- | ------ | ------ |
| 2020            | Varberg         | A               | 14         | 0          | CS              | 1               | 0               |                    | -                  | -                  |             | -           | -           | 15     | 0      |
| 2021            | Varberg         | A               | 11         | 0          | CS              | 0               | 0               |                    | -                  | -                  |             | -           | -           | 11     | 0      |
| Totale carriera | Totale carriera | Totale carriera | 25         | 0          |                 | 1               | 0               |                    | -                  | -                  |             | -           | -           | 26     | 0      |